# Balvenie (whisky)

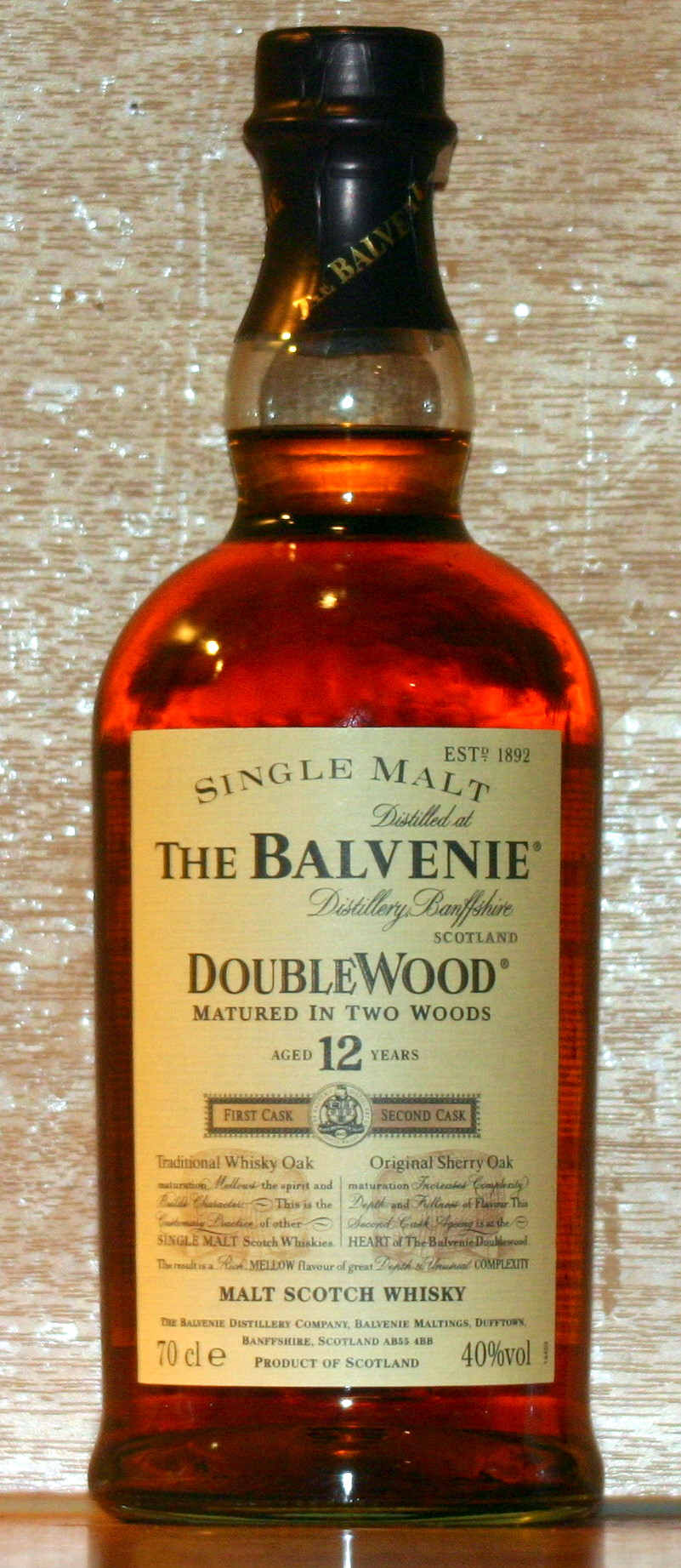
Doublewood 12 Years Old

Balvenie is een Speyside single malt Schotse whisky, die door William Grant & Sons wordt geproduceerd in de Balvenie distilleerderij in Dufftown, Schotland.
Balvenie werd in 1892 opgericht door William Grant, die tot dan toe het vak van distilleren had geleerd bij de Mortlach distilleerderij en een paar jaren daarvoor was gestart met Glenfiddich. Hij kocht het landgoed Balvenie New House uit de 18e eeuw aan, en liet dat in meer dan een jaar verbouwen tot een distilleerderij. De naam is te danken aan het nabijgelegen Balvenie Castle dat in de 13e eeuw is gebouwd.
Grant kocht tijdens het bouwen de tweedehands wash - en spirit stills van Lagavulin en Glen Albyn. Dit deed hij niet om geld uit te sparen, maar hij wilde stills hebben die hadden bewezen dat ze geschikt waren voor het produceren van goede whisky. Er staan nu negen stills met een lange nek en die met stoom worden gestookt. Bijzonder is dat The Balvenie nog eigen moutvloeren gebruikt. Op deze vloeren wordt zo'n 15% voor eigen productie geproduceerd. Voor het koelen van de condensors wordt water uit de rivier de Fiddich (naast de Balvenie is de distilleerderij van Glenfiddich gevestigd) gepompt. Grant bleef tot zijn dood op 83-jarige leeftijd betrokken bij het bedrijf.

## De Whiskys
- Founder's Reserve 10 Years Old (Uitlopend)
- DoubleWood 12 Years Old
- DoubleWood 17 years Old
- Balvenie Peat Week 14 Years Old
- Signature 12 Years Old (Batches 1 t/m 5)
- PortWood 1989
- PortWood 1991
- Portwood 1993 (uitlopend)
- Single Barrel 12 Years Old First Fill
- Single Barrel 15 Years Old
- Single Barrel 15 Years Old Sherry Cask
- Roasted Malt 14 Years Old
- Rumcask 17 Years Old
- Caribbean Cask 14 Years Old
- Golden Cask 14 Years Old
- Cuban Selection 14 Years Old
- Rumwood 14 Years Old
- Islay Cask 17 Years Old
- New Oak 17 Years Old
- New Wood 17 Years Old
- Sherry Oak 17 Years Old
- Peated Cask 17 Years Old
- Madeira Cask 17 Years Old
- Rumcask 17 Years Old
- Portwood 21 Years Old
- Madeira 21 Years Old
- Balvenie Single Barrel 25 Years Old
- Balvenie Thirty
- The Balvenie Cask 191
- The Balvenie Tun 1858 Batches 1 t/m 9
- The Balvenie Tun 1401 Batches 1 t/m 9
- The Balvenie Tun 1509 Batches 1 t/m 5 (tot 14-08-2018))
- The Balvenie Vintage Cask 1974
- Triple Cask 12, 16 en 25 years Old (Travel Retail)
- Peated Triple Cask 14 Years Old (Travel Retail)
- Madeira Cask 14 Years Old (Travel Retail)
- Pedro Ximinez Cask 18 Years Old (Travel Retail)
- French Oak 16 Years Old